# Стивен Грејам
Стивен Џозеф Грејам (енгл. Stephen Joseph Graham; Киркби, 3. август 1973) енглески је глумац.
Најпознатији је по улогама Томија у филму Снеч, Ендруа Гаскојна у филму Ово је Енглеска, Денија Фергусона у ТВ серијалу Окупација, Билија Бремнера у филму Проклети Јунајтед, затим озлоглашеног пљачкаша банке Беби-Фејс Нелсона у филму Гангстери и пирата Скрума у четвртом и петом делу Пирата са Кариба. Такође је тумачио лик Ал Капонеа у серији Царство порока.

## Изабрана филмографија
| Улоге Стивена Грејама |                                       |               |                                         |          |
| Година                | Српски назив                          | Изворни назив | Улога                                   | Напомена |
| 2000.                 | Снеч                                  |               | Томи                                    |          |
| 2002.                 | Банде Њујорка                         |               | Шанг                                    |          |
| 2006.                 | Ово је Енглеска                       |               | Ендру Гаскојн                           |          |
| 2009.                 | Државни непријатељи                   |               | Бејби Фејс Нелсон                       |          |
| 2009.                 | Проклети Јунајтед                     |               | Били Бремнер                            |          |
| 2011.                 | Пирати са Кариба: На чуднијим плимама |               | Скрум                                   |          |
| 2012.                 | Крв                                   |               | Криси Ферберн                           |          |
| 2017.                 | Пирати са Кариба: Салазарова освета   |               | Скрум                                   |          |
| 2019.                 | Хелбој                                |               | Груагак (глас)                          |          |
| 2019.                 | Ирац                                  |               | Ентони „Тони Про” Провенцано            |          |
| 2020.                 | Хрт                                   |               | старији поручник бојног брода Чарли Кол |          |
| 2021.                 | Веном 2                               |               | детектив Малиган                        |          |
| 2024.                 | Веном 3: Последњи плес                |               | детектив Малиган                        |          |